# Antoine Bussy

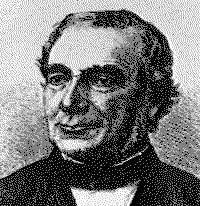
Antoine Bussy

Antoine Alexandre Brutus Bussy (* 29. Mai 1794 in Marseille; † 1. Februar 1882 in Paris) war ein französischer Apotheker und Chemiker.

## Leben und Werk
Nach einem Chemiestudium an der Pariser École de Pharmazie promovierte er 1823 in Chemie und später auch in Medizin. Er lehrte anschließend als Professor für Chemie bis 1874 an der École Superieure de Pharmacie in Paris, deren Direktor er war, sowie an der Ecole Municipale Lavoisier.
1828 isolierte er erstmals, unabhängig von Friedrich Wöhler, das Element Beryllium, indem er Berylliumchlorid herstellte und es mit Kalium reduzierte. Auf die gleiche Weise stellte er Magnesium dar. 1831 erhielt er erstmals eine größere Menge Magnesium. In der organischen Chemie stammt die Benennung des Acetons von ihm; er hatte es aus Acetat erhalten. Außerdem befasste er sich mit Chemie von Fetten, isolierte Saponine aus Pflanzen, untersuchte das Senföl und isolierte aus dem Samen des schwarzen Senfs das Kaliumsalz der Myronsäure. In der Analytik führte er U-Röhrchen ein (1822) und verwendete 1847 Permanganat für die Bestimmung von Arsen(III)-Verbindungen. Für die Entfärbung von Farblösungen benutzte er Kohle.
Seit 1850 war er Mitglied der Académie des sciences.